# Валле, Луи
Луи Валле (нем. Louis Wallée, также Ludwig Wallée, Louis Vallée; * 1773, Берлебург † 12 марта 1838, Зальцбург) — австрийский пейзажист.

## Жизнь и творчество
Валле происходил из семьи французских иммигрантов.
Он приехал в Зальцбург около 1795 года и остался там на всю жизнь. После завершения обучения живописи в Берхтесгадене он совершил учебные поездки в Зальцкаммергут и Верхнюю Австрию.
Художник создавал пейзажи и городские виды, в основном акварелью. Многие из них служили шаблонами для офортов и гравюр на меди. Валле нарисовал, среди прочего, виды городов Зубен, Энгельхартсцелль и Мондзе в Верхней Австрии, водопады близ Голлинга и в Гаштайне, а также озеро Кёнигзе в Берхтесгадене. В 1799 году он написал красивейшие виды Берхтесгадена, которые были опубликованы в подписной газете «Salzburgisches Intelligenzblatt».
Работы художника попали в императорские и княжеские художественные коллекции, в том числе во Франции и Англии.
В его честь названы улицы в Буасси-Сен-Леже и Сюси-ан-Бри.

## Галерея некоторых художественных произведений Луи Валле

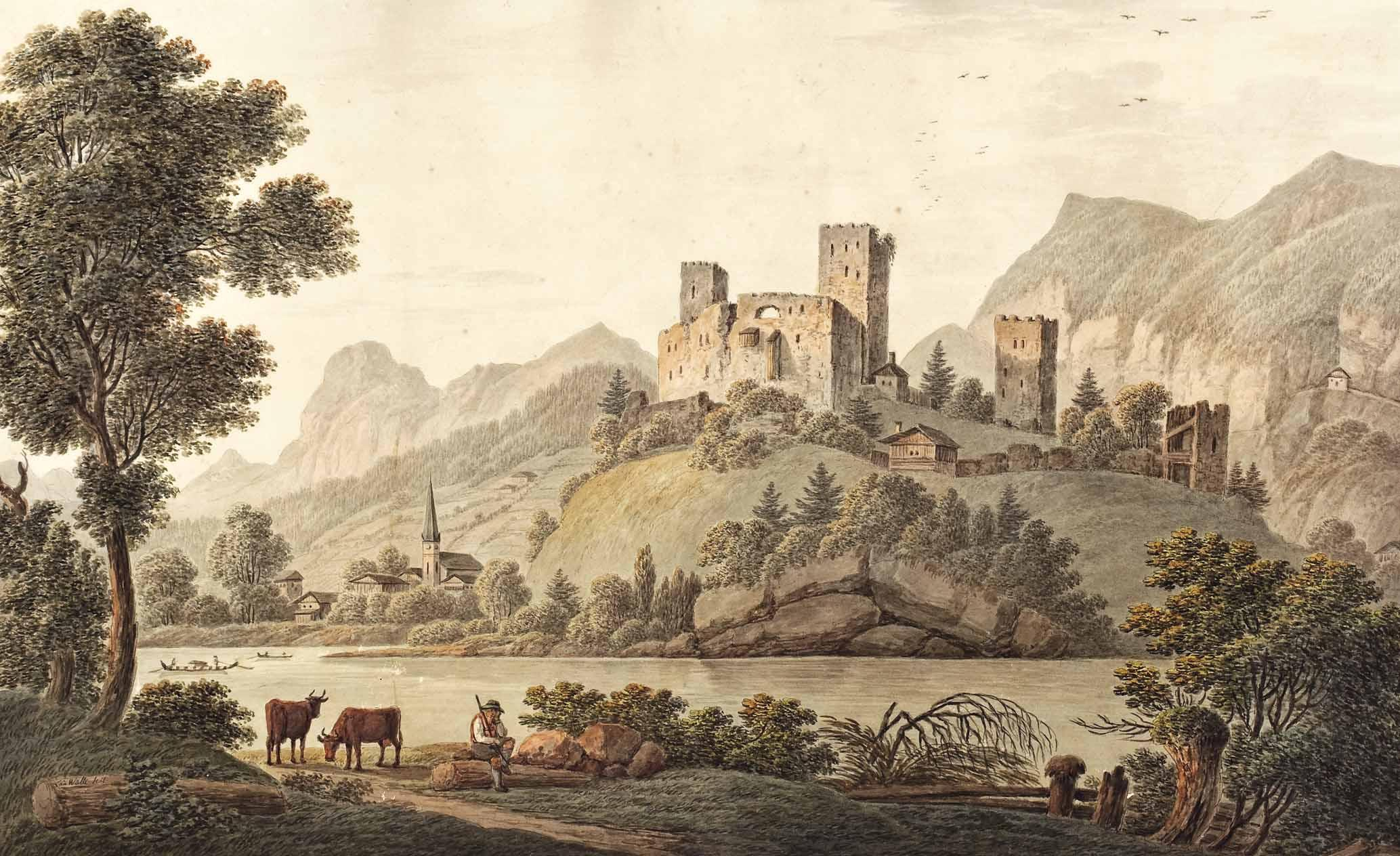
Руины замка в Тироле
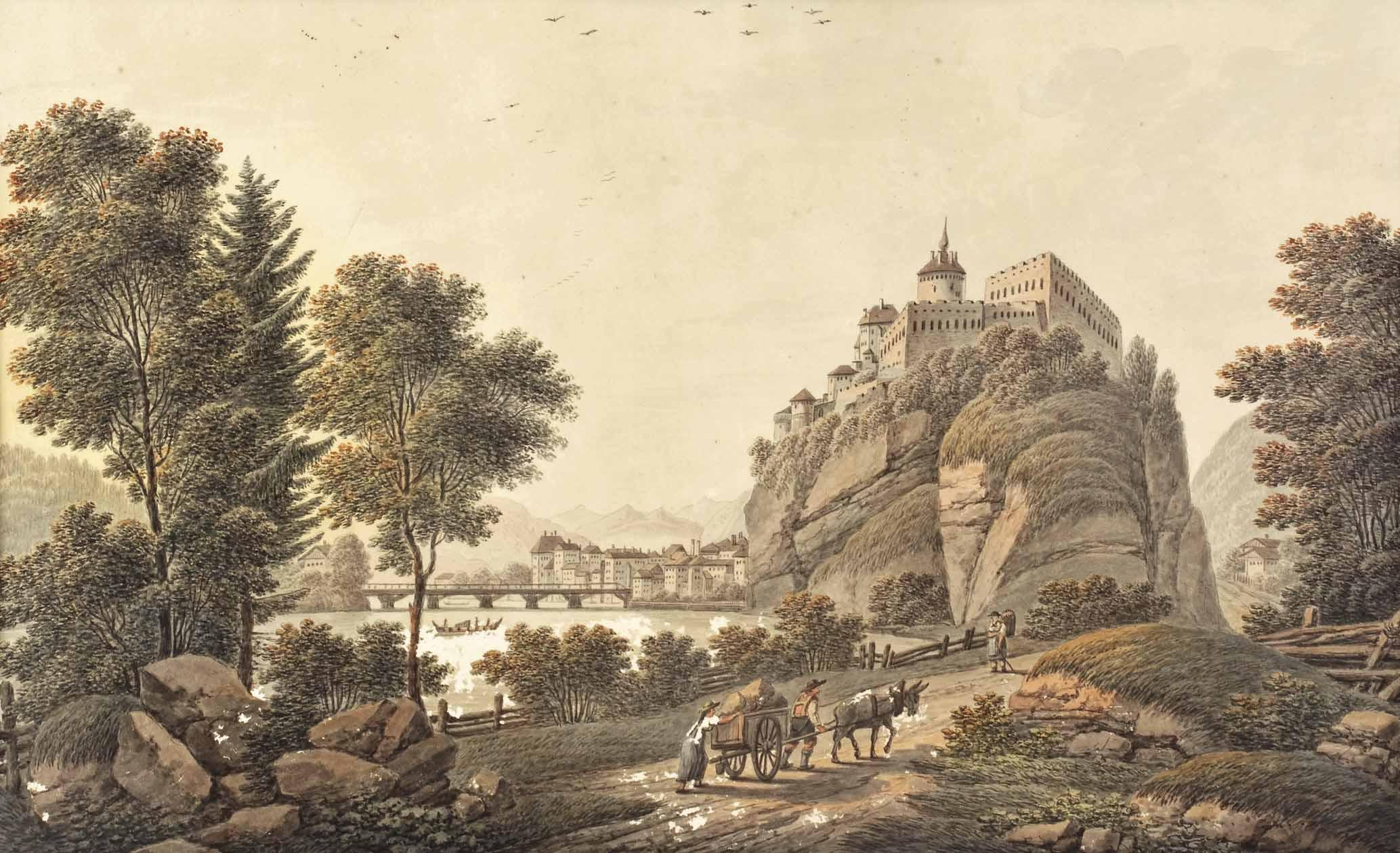
Крепость Куфштайн
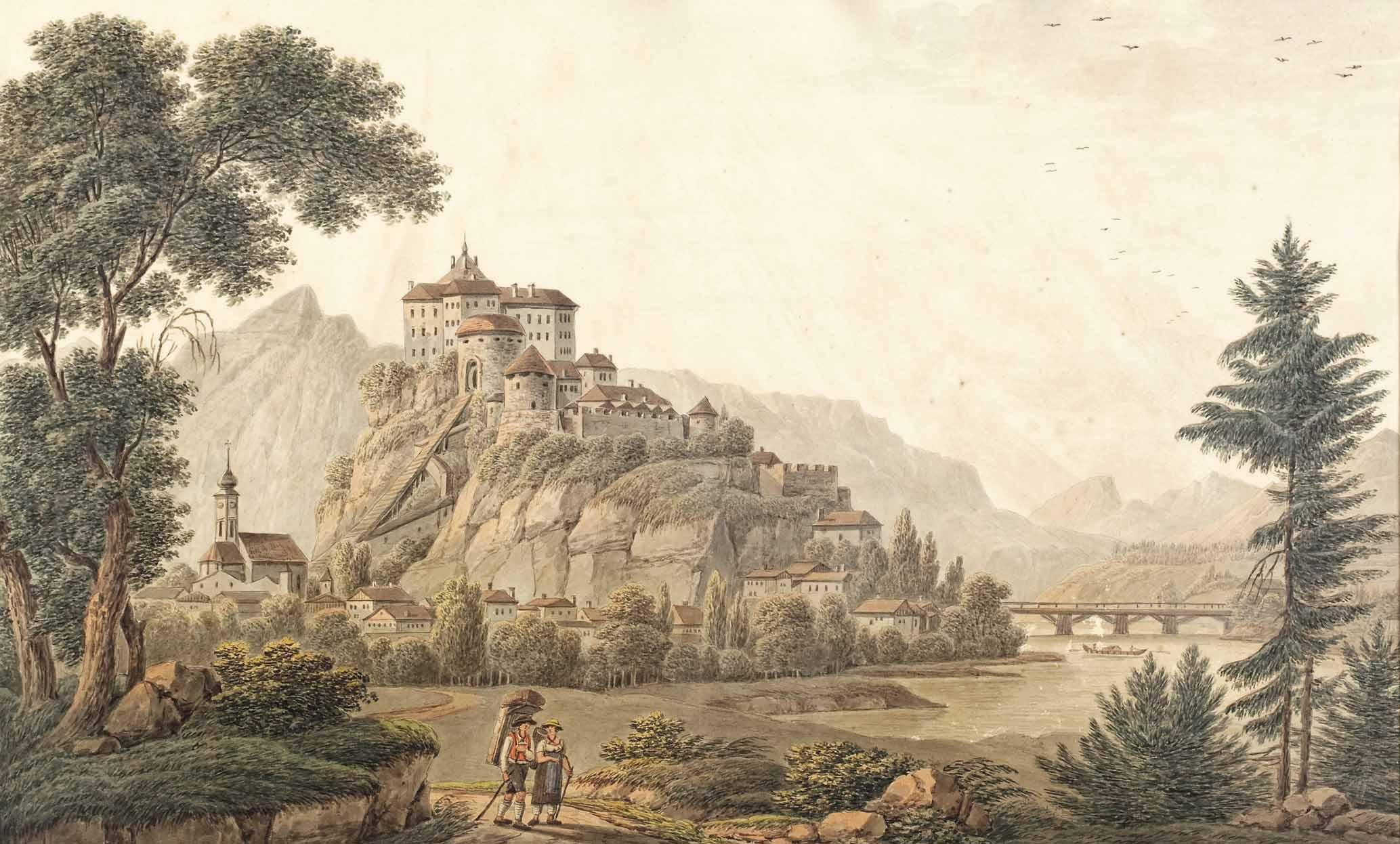
Крепость Куфштайн
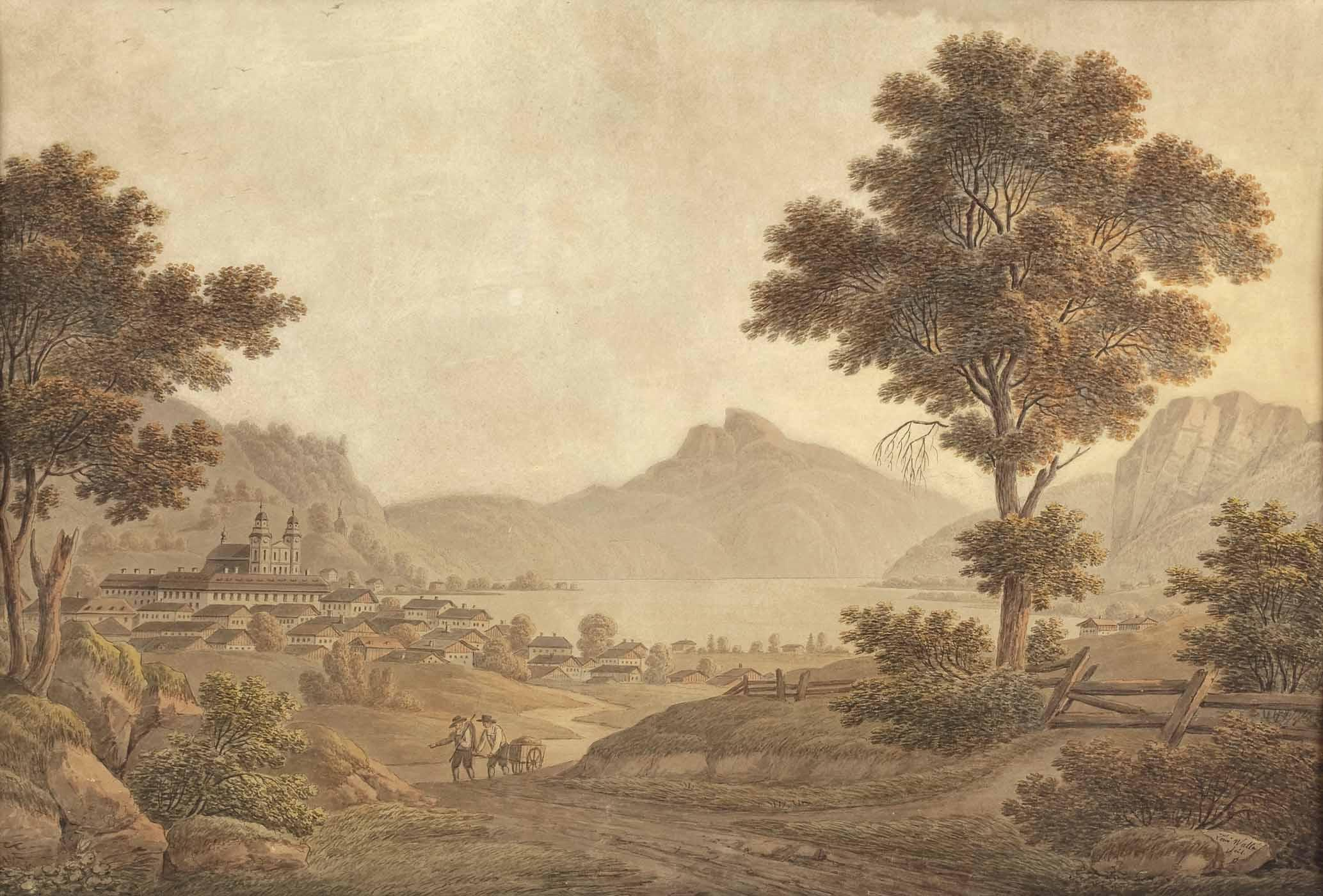
Монастырь Мондзе